# Neurosciences cognitives
Les neurosciences cognitives  sont le domaine de recherche dans lequel sont étudiés les mécanismes neurobiologiques qui sous-tendent la cognition (perception, motricité, langage, mémoire, raisonnement, émotions…). C'est une branche des sciences cognitives qui fait appel pour une large part aux neurosciences, à la neuropsychologie, à la psychologie cognitive, à l'imagerie cérébrale ainsi qu'à la modélisation.

## Origines et développement historique des neurosciences cognitives
Les neurosciences cognitives sont issues de la Révolution cognitiviste des années 1950 qui a donné naissance au domaine des sciences cognitives à partir de la convergence de plusieurs disciplines scientifiques qui s'intéressaient toutes à l'esprit humain. Toutefois, on peut aussi faire remonter l'origine des neurosciences cognitives à bien plus tôt (voir : histoire de la connaissance du cerveau). Elles se sont véritablement constituées en discipline unifiée vers la fin des années 1970. Le nom a été inventé par Michael Gazzaniga et George Miller, chercheurs en neurosciences et en psychologie cognitive. 

### Neuropsychologie et mémoire
L'essor de cette discipline tient probablement à plusieurs facteurs. Parmi ceux-ci, on peut d'abord citer la neuropsychologie. Cette discipline scientifique de la psychologie qui étudie les conséquences sur le comportement de lésions cérébrales a permis de tracer des liens entre l'anatomie du cerveau et le fonctionnement de l'esprit humain analysé par la psychologie cognitive. L'un des cas les plus célèbres fut étudié à la fin des années 1950 par Brenda Milner avec William Scoville. Il s'agit d'un homme surnommé HM qui a subi une opération chirurgicale par laquelle on lui a retiré les deux hippocampes, droit et gauche, du lobe temporal de son cerveau, ceci afin de supprimer les crises d'épilepsie dont il souffrait. Le mérite des deux chercheurs fut de montrer que cette opération avait entraîné chez ce patient des troubles de la mémoire sévères mais spécifiques : sans qu'on ait pu l'anticiper à l'époque, HM était devenu amnésique antérograde, c'est-à-dire incapable de mémoriser toute nouvelle information au-delà d'une durée de quelques dizaines de secondes. Du point de vue scientifique, le cas HM a prouvé de façon particulièrement marquante l'existence de différents systèmes de mémoire postulés par les théories de la psychologie cognitive de l'époque. En effet, malgré son amnésie, il restait capable de se souvenir d'événements s'étant produit quelques années avant son opération et il pouvait même apprendre des gestes nouveaux sans se souvenir de les avoir appris.

### Neuropsychologie et langage
Les travaux de Paul Broca constituent les prémices des études de neuropsychologie sur des patients cérébrolésés. Il observe en effet, en 1861, une lésion dans la région frontale gauche, chez un patient atteint d'un trouble sévère de la production du langage (il ne peut prononcer que deux syllabes : « tan-tan »). Cette région est nommée à présent aire de Broca, et elle est en effet considérablement impliquée dans la production du langage, mais les caractéristiques de l'aphasie expressive (dite Aphasie de Broca) engendrée par une lésion de cette région varient considérablement en fonction de l'étendue de la lésion. 
Ces travaux relancèrent d'ailleurs les théories locationnistes à l'époque. 
De même, en 1875, un autre neurochirurgien, Carl Wernicke, observe une lésion dans une région postérieure gauche près de la jonction entre les lobes occipital et frontal (aire de Wernicke), chez un patient atteint de troubles de la compréhension du langage. Son débit verbal est très fluent, mais son discours est totalement dénué de sens.

### Électrophysiologie et vision
Un autre élément qui a aussi largement participé à la dynamique des neurosciences cognitives tient au développement des techniques d'électrophysiologie qui permettent d'enregistrer l'activité électrique des neurones chez un animal éveillé dans le cerveau duquel ont été préalablement implantées des électrodes. Tout comme l'utilisation massive de la micro-informatique qui a permis d'en calculer les données. Ainsi, dans les années 1960, David Hubel et Torsten Wiesel ont montré que les neurones du système visuel étaient organisés de telle sorte que l'information visuelle était analysée de façon de plus en plus complexe à chaque « étape » de traitement dans le cortex visuel. En effet, ces deux neurobiologistes ont observé que certains neurones du cortex strié du chat et du singe macaque répondaient uniquement à une image de barre orientée suivant un angle spécifique et localisée dans une région précise du champ visuel, tandis que d'autres neurones baptisés « complexes » par opposition aux premiers dits « simples », ne déchargeaient des potentiels d'action que lorsque cette même image était en plus animée d'un mouvement dans une direction mais pas dans l'autre. Enfin, un troisième type de neurones fut identifié : les cellules « hypercomplexes » capables de détecter un angle formé par deux barres ou l'extrémité d'une barre. En outre, lorsqu'on passe d'une cellule simple à une cellule complexe jusqu'à une cellule hypercomplexe, la taille du champ récepteur, c’est-à-dire la zone du champ visuel qui déclenche une réponse du neurone, augmente. Ces données ont fourni les premières bases neurobiologiques sur la façon dont le cerveau traite les images issues de la rétine et ont valu à Hubel et Wiesel le prix Nobel en 1981.